# Бениери
Бениери (груз. ბენიერი) — село в Грузии, на территории Лентехского муниципалитета края (мхаре) Рача-Лечхуми и Нижняя Сванетия.

## География
Село находится в северной части Грузии, на правом берегу реки Цхенисцкали, на расстоянии приблизительно 31 километра (по прямой) к востоку от посёлка городского типа Лентехи, административного центра муниципалитета. Абсолютная высота — 1396 метров над уровнем моря.

## Население
По результатам официальной переписи населения 2014 года, в Бениери проживало 2 человека (1 мужчина и 1 женщина). В национальной структуре населения грузины составляли 100 %.
| Год  | Население, человек |
| ---- | ------------------ |
| 2002 | 17                 |
| 2014 | ↘ 2                |